# Borba (Portugalia)
Borba – miejscowość w Portugalii, leżąca w dystrykcie Évora, w regionie Alentejo w podregionie Alentejo Central. W całej Portugalii znane i cenione są wina z Borby (Adega de Borba). Miejscowość jest siedzibą gminy o tej samej nazwie.

## Demografia
| Liczba ludności gminy Borba (1801–2011) | Liczba ludności gminy Borba (1801–2011) | Liczba ludności gminy Borba (1801–2011) | Liczba ludności gminy Borba (1801–2011) | Liczba ludności gminy Borba (1801–2011) | Liczba ludności gminy Borba (1801–2011) | Liczba ludności gminy Borba (1801–2011) | Liczba ludności gminy Borba (1801–2011) | Liczba ludności gminy Borba (1801–2011) | Liczba ludności gminy Borba (1801–2011) |
| --------------------------------------- | --------------------------------------- | --------------------------------------- | --------------------------------------- | --------------------------------------- | --------------------------------------- | --------------------------------------- | --------------------------------------- | --------------------------------------- | --------------------------------------- |
| 1801                                    | 1849                                    | 1900                                    | 1930                                    | 1960                                    | 1981                                    | 1991                                    | 2001                                    | 2004                                    | 2011                                    |
| 3 726                                   | 4 652                                   | 6 551                                   | 8 094                                   | 10 431                                  | 8 813                                   | 8 254                                   | 7 782                                   | 7 545                                   | 7 333                                   |

## Sołectwa
Sołectwa gminy Borba (ludność wg stanu na 2011 r.):
- Matriz - 3779 osób
- Orada - 740 osób
- Rio de Moinhos - 2056 osób
- São Bartolomeu - 758 osób